# 柯岩风景区

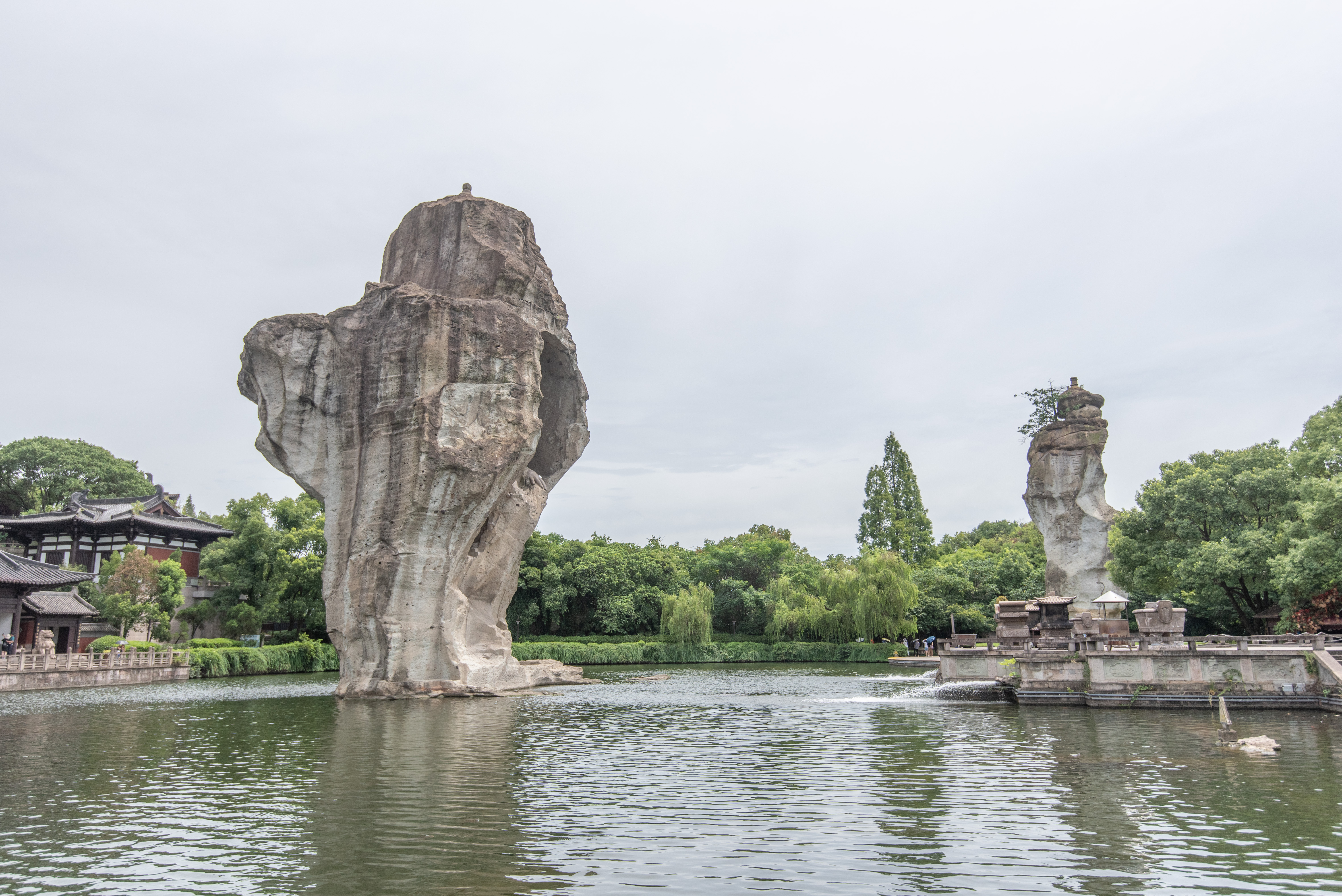
柯岩景区内的天工大佛（左）和云骨（右）

柯岩风景区是中国浙江省绍兴市柯桥区境内的旅游风景区，位于绍兴市区以西8公里处。景区面积6.87平方公里，由柯岩、鉴湖、鲁镇三个部分组成，以展现越文化为目的。2000年列为国家4A级旅游景区。